# Апте, Нараян
Нараян Даттатрайя Апте (маратхи नारायण आपटे; 1911 — 15 ноября 1949) — индийский активист и предприниматель. Был повешен за соучастие в убийстве Махатмы Ганди.

## Биография
В 1932 году Апте окончил Мумбайский университет, получил степень бакалавра, после чего начал работать учителем в Ахмеднагаре. Во время его пребывания в городе он женился на Чампа Пхадтаре. В 1939 году Апте вступил в движение Хинду Махасабха. 22 июля 1944 года группа активистов во главе с Нараяном Апте устроили акцию протеста против политики Махатмы Ганди, позднее была проведена ещё одна подобная акция. Сам Апте считал, что умеет предсказывать будущее: в частности, он «предсказал», что убийство Ганди каким-то образом воссоединит Индию с Пакистаном, а он сам доживёт до старости и будет почитаться по всей Индии.
В течение почти шести лет Нараян Апте активно сотрудничал с Натхурамом Годзе в рамках движения Хинду Махасабха. Апте присутствовал на месте убийства Махатмы Ганди.
Он был казнён через повешение вместе с Натхурамом Годзе 15 ноября 1949 года на территории тюрьмы города Амбала. 